# Droga krajowa B22 (Niemcy)
Droga krajowa 22 (niem. Bundesstraße 22, B 22) – niemiecka droga krajowa przebiegająca  ze wschodu na południowy zachód z okolic Würzburga przez Bamberg, Bayreuth, Weiden do Cham w Bawarii.

## Miejscowości leżące przy B22
Dettelbach, Schwarzach am Main, Reupelsdorf, Stadelschwarzach, Neuses am Sand, Breitbach, Ebrach, Burgwindheim, Kappel, Kötsch, Möncherherrsdorf, Mönchsambach, Dürrhof, Burgebrach, Oberharnsbach, Birkach, Stegaurach, Bamberg, Würgau, Steinfeld, Treunitz, Wiesentfels, Loch, Freienfels, Hollfeld, Schönfeld, Busbach, Eschen, Eckersdorf, Bayreuth, Seybothenreuth, Speichersdorf, Kemnath, Waldeck, Erbendorf, Krummennaab, Wildenreuth, Kirchendemenreuth, Wendersreuth, Altenstadt an der Waldnaab, Weiden, Bechtsrieth, Irchenrieth, Tännesberg, Teunz, Oberviechtach, Winklarn, Rötz, Schönthal, Grafenkirchen, Wilmering, Cham.

## Historia
Pierwsze utwardzone drogi powstały w drugiej połowie XVIII w. najpierw pomiędzy Würzburgiem a Bambergiem a następnie dalej do Bayreuthu.
Wyznaczona w 1932 r. Reichsstraße 22 prowadziła z Mitterteich do Eger, obecnie część B299, a dopiero w 1937 r. dołączono do niej fragment pomiędzy Bayreuthem a Würzburgiem. Odcinek budowany do Cham, oddany w 1938 r. przebiegał wzdłuż ówczesnej granicy z Czechosłowacją i był pierwszym w tym rejonie przystosowanym dla pojazdów mechanicznych.